# Litopyllus cubanus
Litopyllus cubanus är en spindelart som först beskrevs av Bryant 1940.  Litopyllus cubanus ingår i släktet Litopyllus och familjen plattbuksspindlar. Inga underarter finns listade i Catalogue of Life.